# Chuschi
Chuschi es una localidad peruana, capital del distrito homónimo ubicado en la provincia de Cangallo en el departamento de Ayacucho. Limita por el Norte con la provincia de Huamanga, por el Este con el distrito de Los Morochucos, por el Sur con la provincia de Víctor Fajardo. 

## Toponimia
El paraje donde se ubica el actual distrito de Chuschi era conocido como Chuspi Wayqu (en quechua: 'Quebrada de las Moscas') debido a que del subsuelo brotaban aguas impregnadas de minerales con olores penetrantes, tóxicas para animales mayores pero no para los insectos que proliferaban en grandes cantidades. Chuspi varió en el tiempo a Chuschi probablemente por motivos estéticos.

## Ubicación
El histórico distrito de Chuschi se encuentra a 110 kilómetros al sudoeste de Ayacucho, la capital regional, y a 30 kilómetros de Cangallo, la capital provincial.

## Geografía
Está enclavado en los Andes del Perú y en la parte central de la provincia de Cangallo, forma parte de los pueblos ubicados en la cuenca del río Pampas, su capital está situada a 3,141 metros sobre el nivel del mar, latitud sur: 13° 37' 30" y Longitud oeste: 74° 08' 28".

## Historia
El 17 de mayo de 1980, la organización terrorista Sendero Luminoso realizó su primer atentado terrorista al quemar las ánforas electorales la noche anterior al inicio de los comicios generales de ese año, dando así comienzo a lo que denominaron el ILA (inicio de la lucha armada), iniciando la época del terrorismo contra el Estado peruano.
El 14 de marzo de 1991, las fuerzas gubernamentales perpetraron la Masacre de Chuschi en dicho pueblo.

## División administrativa
Chuschi, fue reconocido como Distrito el 2 de enero del año 1,857 (el número de dispositivo aun se investiga) y lo conforman las comunidades campesinas de: Chuschi, Quispillaqta, San Juan de Uchuyri, Canchacancha y Chacolla.